# Ignacio Trelles
Ignacio Trelles (Guadalajara, 31 luglio 1916 – Città del Messico, 25 marzo 2020) è stato un calciatore e allenatore di calcio messicano.

## Carriera
Trelles è l'allenatore più vincente del calcio messicano, avendo vinto 7 campionati con 4 squadre diverse (con il Marte nel 1954, con lo Zacatepec nel 1955 e nel 1958, con il Toluca nel 1967 e nel 1968 e con il Cruz Azul nel 1979 e nel 1980). Vanta inoltre il record per numero di avvicendamenti (6) e partite da CT (106) sulla panchina della nazionale messicana, con la quale ha partecipato a 2 campionati del mondo (nel 1962 e nel 1966).
Si è ritirato nel 1991, dopo aver allenato per 41 anni.
È morto il 25 marzo 2020, alla veneranda età di 103 anni.

## Palmarès

### Giocatore
- Campionato messicano: 4

Necaxa: 1932-1933, 1934-1935, 1936-1937, 1937-1938
- Copa México: 2

Necaxa: 1932-1933, 1935-1936

### Allenatore
- Campionato messicano: 7

Marte: 1953-1954
Zacatepec: 1954-1955, 1957-1958
Toluca: 1966-1967, 1967-1968
Cruz Azul: 1978-1979, 1979-1980
- Copa México: 1

Zacatepec: 1956-1957
- Campeón de Campeones: 4

Marte: 1954
Zacatepec: 1958
Toluca: 1967, 1968